# Beriev Be-4
El Beriev Be-4, designado originalmente como Beriev KOR-2, fue un hidrocanoa concebido por la oficina de diseño (OKB-49) Beriev,  para operar a bordo de unidades mayores de la Armada soviética, siendo utilizado durante la Segunda Guerra Mundial. 

## Historia y diseño
El diseño es monoplano con ala del tipo gaviota invertida  montada sobre un soporte en el casco y reforzada por dos montantes a cada lado. El gran motor radial se ubicaba sobre el fuselaje en una góndola central, de cuyos lados partían las alas. Los problemas detectados en el Be-2 no aparecieron en este modelo, por lo que fue puesto rápidamente en producción. Sin embargo, cuando la zona de Taganrog , donde se encontraba la factoría que los construía fue tomada por los alemanes impidió que se realizaran más que unos pocos ejemplares. La producción se reinició en 1942 en Krasnoyarsk, llegando a aproximadamente 100 ejemplares.

## Especificaciones

### Características generales
- Tripulación: 2 (piloto, observador).
- Longitud: 10,50 m
- Envergadura: 12 m
- Altura: 4,05 m
- Superficie alar: 25,50 m²
- Peso vacío: 2.082 kg
- Peso máximo al despegue: 2.760 kg
- Planta motriz:  Radial de nueve cilindros, refrigerado por aire Shvetsov ASh-62.
  - Potencia: cada uno.
- Hélices: tripala

### Rendimiento
- Velocidad nunca excedida (Vne): 360 km/h
- Alcance: 950 km
- Techo de vuelo: 8100 m (26 575 ft)

### Armamento
- Ametralladoras: 2× ShKAS 7,62 mm.
- Bombas: 400 kg en bombas convencionales o cargas de profundidad en modo sobrecarga.